# 小舌猪笼草
小舌猪笼草（学名：Nepenthes lingulata）是苏门答腊北部特有的热带食虫植物。其种加词“lingulata”来源于拉丁文“lingula”，意为“小舌”，这是指该物种笼盖的下表面有一根细长的附属物。

## 植物学史

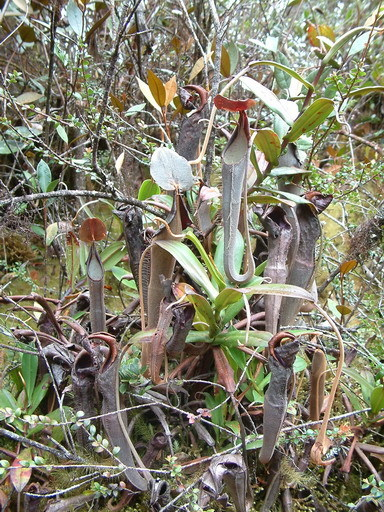
小舌猪笼草从莲座状向攀援茎转变

小舌猪笼草被发现于2004年至2005年一次对苏门答腊的实地考察中。2005年4月22日，第一份小舌猪笼草的标本采集于印度尼西亚北苏门答腊省的巴东石林潘以南。
小舌猪笼草的正式描述发表于2006年的《布卢姆》中。编号为“Lee, Hernawati, Akhriadi NP 432”的标本被指定为模式标本。其存放于安达拉斯大学植物标本馆（ANDA）。

## 形态特征
小舌猪笼草为藤本植物。其茎可长达5米，直径可达4毫米，呈圆柱形。节间距可达9厘米。
小舌猪笼草的叶片无柄，革质。莲座状植株的叶片为披针形，可长达9.6厘米，宽至3厘米。攀援茎上的叶片较小，为椭圆形－卵形，可长达4.8厘米，宽至2.1厘米。中脉两侧各有2条纵脉。莲座状植株叶片的笼蔓可长达25厘米，攀援茎叶片的笼蔓可长达14厘米。
小舌猪笼草的下位笼体型较大，可高达28厘米，宽至4.5厘米。其下半部为漏斗形，上半部为圆柱形。下位笼内表面的下半部具有消化腺，上半部为蜡质区。下位笼腹面的笼翼可宽达2.5毫米的，翼须可长达1厘米。笼口为卵形，唇平展，可宽达3厘米。唇内缘的唇齿可长达2毫米。笼盖为宽三角形，可长达7.5厘米，宽至5.5厘米。其下表面不具有蜜腺，但具有一根丝状的附属物，可长达4厘米，其末端零星的覆盖着蜜腺。笼盖基部的后方具有一根分叉的笼蔓尾，可长达1.5厘米。
小舌猪笼草的上位笼比下位笼小，可高达12.3厘米，宽至2厘米。笼翼缩小为一对隆起。笼口为卵形至圆形，唇略微平展，可宽至4毫米。笼盖可长达2厘米，宽至2厘米。其下表面与下位笼一致也具有一根丝状的附属物。
小舌猪笼草的花序为总状花序。雄性花序的总花梗可长达2.3厘米，花序轴可长达4.5厘米。雌性花序的总花梗可长达5.5厘米，花序轴可长达3.5厘米。花梗长3至4毫米，带一朵花。萼片为卵形，雄性花序的可长达2毫米，雌性植株的可长达5毫米。
小舌猪笼草捕虫笼的外表面和成熟的笼蔓具有棕灰色的长毛被。叶片边缘的毛被易脱落。笼盖的上表面和下表面的边缘具有棕灰色的星状稀疏毛被。
小舌猪笼草叶片的上表面为深绿色，下表面为淡绿色。部分植株的叶片边缘和中脉为紫色。莲座状植株的茎为浅绿色，随着逐渐发展为攀援茎，其颜色也逐渐转变为深紫色。笼蔓为深紫色。，其捕虫笼的外表面与近缘的泉氏猪笼草（N. izumiae）一样为深紫色至黑色，内表面为淡蓝绿色并带有紫色的斑点。花序为淡绿色。萼片为浅绿色至紫红色。

## 生态关系
小舌猪笼草的苏门答腊岛西部巴里桑山脉特有的热带食虫植物。唯一已知的模式产地位于北苏门答腊省巴东石林潘以南。其分布于海拔1700米至2100米的地区。
小舌猪笼草存在于高地苔藓森林中。其陆生或附生。
在野外，小舌猪笼草与邦苏猪笼草（N. bongso）、疑惑猪笼草（N. dubia）、裸瓶猪笼草（N. gymnamphora）和马桶猪笼草（N. jamban）同域分布。已发现了小舌猪笼草与马桶猪笼草的自然杂交种。

## 食虫性
包括与之近缘泉氏猪笼草在内的许多猪笼草，其笼盖下表面都具有附属物。但小舌猪笼草是唯一一种笼盖下具有丝状附属物的猪笼草。
小舌猪笼草笼盖下表面较特殊，除开其形似舌头的附属物末端存在少量蜜腺外，笼盖下表面其余的部分均不存在蜜腺。这样的结构可能是为了将昆虫引诱至笼口的正上方，使得其更容易失足落入捕虫笼中，最终被溺死消化。
这种捕虫方法类似于婆罗洲特有的二齿猪笼草（N. bicalcarata），其笼口上方具有一对齿状的附属物。但二齿猪笼草的附属物源自于唇，而不是笼盖。

## 相关物种
小舌猪笼草被认为与泉氏猪笼草之间存在着最为密切的近缘关系。它们的捕虫笼具有类似的形态和颜色。但因小舌猪笼草的笼盖下具有独特的丝状附属物，所以区分它们并不困难。小舌猪笼草的笼盖为三角形，而泉氏猪笼草的为圆形。此外，小舌猪笼草笼盖的下表面不存在蜜腺，且具有非常密集的毛被。
小舌猪笼草还与苏门答腊岛特有的密花猪笼草（N. densiflora）、上位猪笼草（N. diatas）、欣佳浪山猪笼草（N. singalana）和匙叶猪笼草（N. spathulata）之间存在近缘关系。

## 自然杂交种
已发现了马桶猪笼草与小舌猪笼草的自然杂交种（N. jamban × N. lingulata）。

## 扩展阅读
- 食虫植物照片搜寻引擎中小舌猪笼草的照片 （页面存档备份，存于）

 维基共享资源上的相關多媒體資源：小舌猪笼草
 維基物種上的相關：小舌猪笼草